# 萩吉康
萩 吉康（はぎ よしやす、1934年12月 - ）は、日本の教育学者・社会学者である。皇學館大学教授。専門は、児童教育・社会福祉学。

## 来歴
京都市出身。1956年、中部社会事業短期大学社会事業学科を卒業し、1959年まで同短期大学人間関係研究所助手をつとめるとともに、日本福祉大学社会福祉学部に編入学し、1961年卒業。日本福祉大学社会福祉学部助手となる。
1962年、社団法人岐阜精神病院サイキアトリック・ソーシャルワーカーに就任、1964年に三重県立幼稚園教員養成所専任講師となり、1976年、皇學館大学文学部講師、1980年同助教授、1989年同教授。2000年、皇學館大学社会福祉学部教授となり、2005年定年退職。2008年、皇學館大学教育学部発足にともない教授として再任用。
臨床心理士の資格を有する。

## 著書

### 単著
- 『三重県幼児教育史』　皇學館大学出版部、1988年
- 『登校拒否事例集』　四日市市教育委員会、1991年
- 『保育原理』　海風社、2005年
- 『養護原理』　海風社、2005年

### 編著
- 『教養としての社会福祉』　川島書店、1972年
- 『保育を学ぶもののための児童福祉』　福村出版、1975年
- 『保育叢書17　社会』　福村出版、1980年
- 『保育叢書7　障害児保育』　福村出版、1983年
- 『保育叢書4　教育原理』　福村出版、1983年
- 『家族と子どもの育ち』　福村出版、1997年